# Deutsche Botschaft Quito
Die Deutsche Botschaft Quito ist die diplomatische Vertretung der Bundesrepublik Deutschland in der Republik Ecuador.

## Lage und Gebäude
Die Kanzlei der Botschaft befindet sich im Stadtviertel Benalcazar im Zentrum der ecuadorianischen Hauptstadt Quito. Die Straßenadresse lautet: Embajada de la República Federal de Alemania, Avenida Naciones Unidas y República de El Salvador, Edificio Citiplaza, piso 14, Casilla 17-17-536, Quito, Ecuador.
Die Büros sind im 14. Stockwerk des Bürogebäudes Citiplaza an der Ecke der Straßen Naciones Unidas und República de El Salvador untergebracht.

## Auftrag und Organisation
Die Botschaft Quito hat den Auftrag, die deutsch-ecuadorianischen Beziehungen zu pflegen, die deutschen Interessen gegenüber der Regierung von Ecuador zu vertreten und die Bundesregierung über Entwicklungen in Ecuador zu unterrichten.
In der Botschaft bestehen die Arbeitsbereiche Politik, Wirtschaft, Kultur, Bildung sowie Entwicklungszusammenarbeit (EZ). Schwerpunkte der EZ sind: Schutz der Umwelt und der natürlichen Ressourcen sowie Staat, Demokratie und Teilhabe.
Das Referat für Rechts- und Konsularaufgaben der Botschaft bietet deutschen Staatsangehörigen konsularische Dienstleistungen und Hilfe in Notfällen an. Der konsularische Amtsbezirk der Botschaft umfasst ganz Ecuador. Die Visastelle erteilt Einreisegenehmigungen für ecuadorianische Staatsangehörige und in Ecuador wohnhafte Bürger dritter Staaten.
Honorarkonsuln der Bundesrepublik Deutschland sind in Guayaquil und Cuenca bestellt und ansässig.

## Geschichte
Die Bundesrepublik Deutschland richtete am 4. Juli 1952 eine Gesandtschaft in Quito ein, die am 14. März 1955 in eine Botschaft umgewandelt wurde.
Das Deutsche Reich war von 1922 bis 1942 diplomatisch in Ecuador vertreten.
Die DDR unterhielt ab 1965 eine Handelsvertretung in Quito. Nach Aufnahme diplomatischer Beziehungen am 23. Juli 1973 war zunächst der Leiter der DDR Botschaft in Bogota (Kolumbien) in Ecuador nebenakkreditiert. Ab 1975 waren Botschafter vor Ort. Mit dem Beitritt der DDR zur Bundesrepublik Deutschland im Jahr 1990 endeten die Beziehungen.